# Papilloculiceps longiceps
Papilloculiceps longiceps (Cuvier, 1829) è un pesce osseo marino appartenente alla famiglia Platycephalidae. Si tratta dell'unica specie appartenente al genere Papilloculiceps.

## Descrizione
Come tutti i Platycephalidae P. longiceps ha testa grande e fortemente appiattita in senso dorsoventrale ricoperta di numerose spinule e creste ossee che ricorda lontanamente quella di un coccodrillo. La bocca è molto ampia, la mandibola sporgente. I denti sono piccoli, più grandi sulla mascella che sulla mandibola. Gli occhi sono sulla superficie dorsale del capo, sporgenti su du essa e dotati superiormente di un piccolo tentacolo. Il corpo è allungato. Le pinne dorsali sono due, ampie e separate tranne che per una piccola membrana. La prima dorsale è subtriangolare, composta da raggi spiniformi. Il primo di questi raggi è breve e quasi staccato dagli altri. La seconda dorsale ha raggi molli forcuti, è più lunga della prima ed è simile e opposta alla pinna anale, che però è più bassa. La pinna caudale ha margine arrotondato. Il colore è bruno verdastro con maculature e striature scure irregolari sul dorso e bianco giallastro sul ventre. Le pinne sono cosparse di macchie scure irregolari, la caudale ha da 4 a 5 fasce scure verticali.
La taglia media varia tra i 25 e i 50 cm, la massima è di circa 70 cm.

## Distribuzione e habitat
Il suo areale naturale comprende il mar Rosso e l'ovest dell'Oceano Indiano tropicale lungo le coste africane, del Madagascar e dell'Oman. Si tratta di una specie lessepsiana (penetrata nel mar Mediterraneo attraverso il canale di Suez) ma è nota una sola cattura mediterranea in Israele. Vive su fondi sabbiosi fino a 20 metri di profondità, di solito nei pressi di fondi duri o barriere coralline.

## Biologia
Passa il tempo infossato nella sabbia in agguato.

### Alimentazione
Caccia pesci e crostacei.

### Riproduzione
Uova e larve sono pelagiche.

## Pesca
Non ha nessuna importanza per la pesca.